# نقوش جبيل الملكية

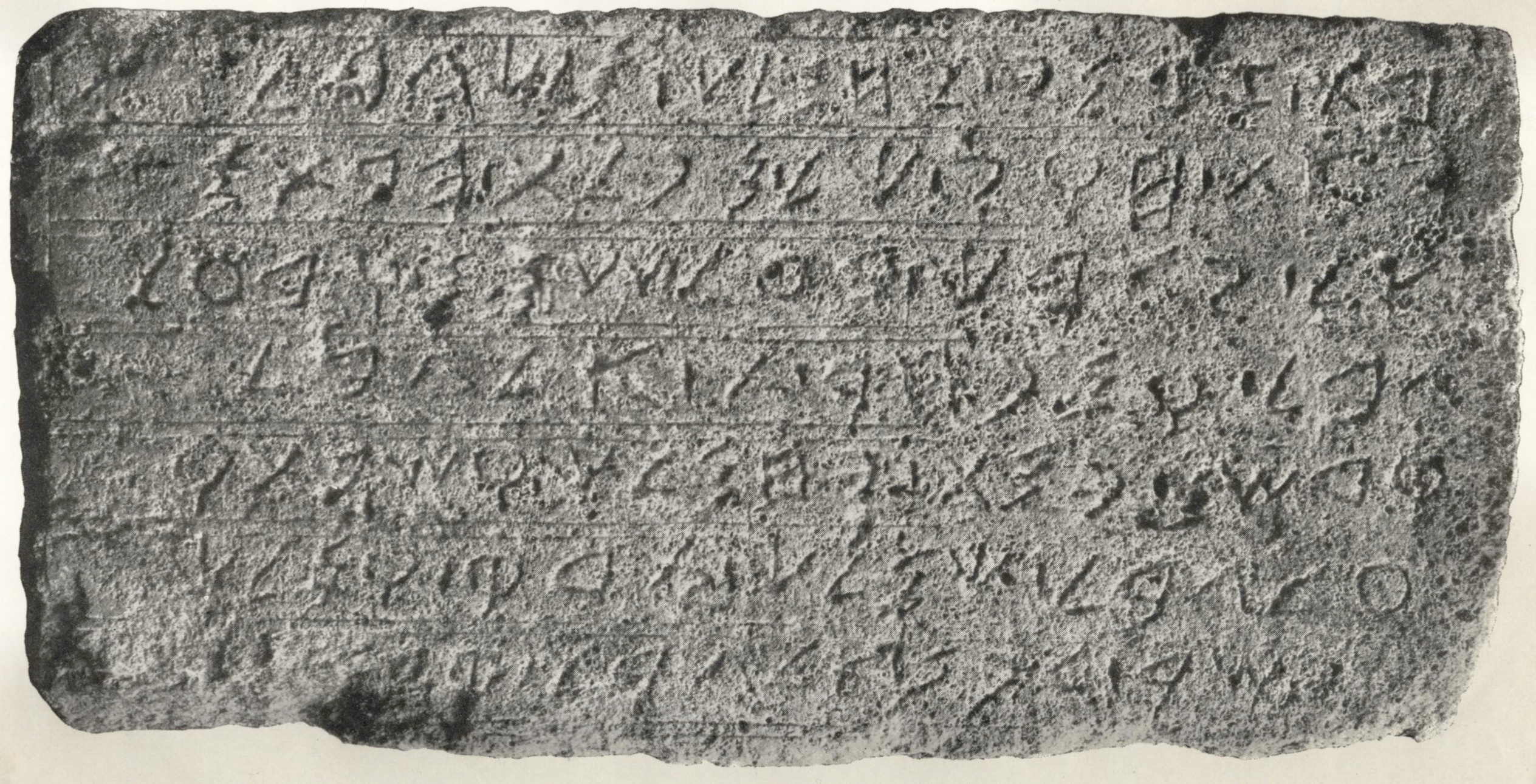
نقش يحملك

النقوش الملكية الجبيلية هي خمسة نقوش من جبيل مكتوبة بخط فينيقي قديم، اكتشفت كلها في أوائل القرن العشرين. وهي تشكل أكبر مجموعة من النقوش الفينيقية المطولة من منطقة الوطن الفينيقي. وهو الموقع الرئيسي الوحيد في المنطقة الذي فيه أثار من العصر ما قبل الهلنستي.

## النقوش الملكية الخمسة
- تابوت أحيرام (KAI 1)، اكتُشف عام 1923، مع قطعتين من مزهريات مرمرية باسم رمسيس الثاني[2] حاليًا في المتحف الوطني في بيروت.
- نقش يحملك (KAI 4)، المكتشف عام 1930.[3][4] حاليًا في متحف قلعة بيبلوس.
- نقش أبيبعل أو نقش أبي اعل (KAI 5)، وجد على العرش الذي وُضع عليه تمثال شيشنق الأول، عُثر عليه عام 1895،[5] حاليا في متحف الشرق الأدنى في برلين.[6][7]
- نقش إيلبعل أو تمثال نصفي أوسوركون (KAI 6)، منقوش على تمثال لأوسوركون الأول ؛ اكتشف في عام 1881، عرض عام 1925.[5][8] حاليًا في متحف اللوفر.
- نقش شفطبعل (KAI 7)، الموجود في جبيل عام 1936،[5] نُشر عام 1945،[9][4] حاليا في متحف بيروت الوطني.

جرافيتي مقبرة جبيل (KAI 2)  و نقوش (KAI 3) وهي ملاعق جبيل البرونزية. لا تحتوي على أسماء ملكية أو معلومات تاريخية أخرى.

## معلومات المراجع الكاملة
- Christopher Rollston, "The Dating of the Early Royal Byblian Phoenician Inscriptions: A Response to Benjamin Sass." MAARAV 15 (2008): 57–93.
- بنيامين مازار, The Phoenician Inscriptions from Byblos and the Evolution of the Phoenician-Hebrew Alphabet, in The Early Biblical Period: Historical Studies (S. Ahituv and B. A. Levine, eds., Jerusalem: IES, 1986 [original publication: 1946]): 231–247.
- وليام فوكسويل أولبرايت, The Phoenician Inscriptions of the Tenth Century B.C. from Byblus, JAOS 67 (1947): 153–154.
- Vriezen، Theodoor Christiaan (1951). Palestine Inscriptions. Brill Archive. GGKEY:WGXUQKP9C87. مؤرشف من الأصل في 2023-02-24.